# Анселму Дуарте
Ансе́лму Дуа́рте (порт. Anselmo Duarte; нар. 21 квітня 1920, Салту, Сан-Паулу, Бразилія — пом. 7 листопада 2009, Сан-Паулу, Бразилія) — бразильський актор, кінорежисер, сценарист і продюсер. Лауреат премії Золота пальмова гілка 15-го Каннського кінофестивалю за фільм «Виконавець обітниці».

## Біографія
Анселму Дуарте народився 21 квітня 1930 року в Салту, штат Сан-Паулу в Бразилії. У кінематографі з 1947 року. Як актор знявся майже в сорока фільмах. Режисерський дебют Дуарте відбувся в 1957 році (фільм Абсолютно упевнений). Друга режисерська робота Дуарте — стрічка «Виконавець обітниці» (1962) — стала найвідомішим його фільмом і принесла режисерові призи трьох міжнародних фестивалів, включаючи «Золоту пальмову гілку» в Каннах, а також номінацію на «Оскар» за найкращий фільм іноземною мовою.
Крім того, Дуарте відомий як сценарист декількох фільмів інших режисерів і продюсер.
У 1971 році Алселму Дуарте входив до складу журі основної конкурсної програми 24-го Каннського міжнародного кінофестивалю, очолюваного французькою акторкою Мішель Морган.
Анселму Дуарте помер від ускладнень після інсульту в листопаді 2009 року.

## Фільмографія (вибіркова)
Актор
| Рік  |   | Українська назва                       | Оригінальна назва                   | Роль                                       |
| ---- | - | -------------------------------------- | ----------------------------------- | ------------------------------------------ |
| 1947 | ф | Дорога Сусанна                         | Querida Susana                      |                                            |
| 1950 | ф | Квиток на пароплав                     | Aviso aos Navegantes                | Альберто                                   |
| 1951 | ф | Більше, ніж ненависть                  | Maior Que o Ódio                    |                                            |
| 1952 | ф | Отрута                                 | Veneno                              | Г'юго                                      |
| 1953 | ф | Сеньйора                               | Sinhá Moça                          | Родріго                                    |
| 1955 | ф | Симфонія міста                         | Sinfonia Carioca                    | Рікардо                                    |
| 1956 | ф | Я вам скажу                            | Depois Eu Conto                     | порт. Zé da Bomba aka José Pires e Camargo |
| 1957 | ф | Абсолютно упевнений                    | Absolutamente Certo                 | Зе до Ліно                                 |
| 1958 | ф | Співак і мільйонер                     | O Cantor e o Milionário             | Тіто Лівіо                                 |
| 1960 | ф | Промінь світла                         | Un rayo de luz                      | Пабло                                      |
| 1961 | ф | Послушки сеньйора настоятеля           | As Pupilas do Senhor Reitor         | Данієль                                    |
| 1967 | ф | Справа братів Навес                    | O Caso dos Irmãos Naves             | заступник комісара                         |
| 1967 | ф | Шпигун, що приніс холод                | A Espiã Que Entrou em Fria          |                                            |
| 1968 | ф | Кедрова Мадонна                        | A Madona de Cedro                   | Адріано Моурао                             |
| 1968 | ф | Молоді і ніжні                         | Juventude e Ternura                 | Естеніо                                    |
| 1972 | ф | Незалежність або смерть                | Independência ou Morte              | Гонсалвеш Ледо                             |
| 1971 | ф | Маргінальний                           | O Marginal                          |                                            |
| 1975 | ф | Будинок спокуси                        | A Casa das Tentações                |                                            |
| 1976 | ф | Параноя                                | Paranóia                            | Мерсело Ріцеллі                            |
| 1976 | ф | Ніхто не тримає цих жінок              | Ninguém Segura Essas Mulheres       |                                            |
| 1976 | ф | Сьогодні вже не люблять так, як колись | Já Não Se Faz Amor Como Antigamente | Атіліо                                     |
| 1979 | с | Солодкі боби                           | Feijão Maravilha                    | Тріндат                                    |
| 1982 | ф | Напруженість в Ріо                     | Tensão no Rio                       |                                            |

Режисер, сценарист, продюсер
| Рік  | Назва українською                      | Оригінальна назва                   | Режисер | Сценарист | Продюсер |
| ---- | -------------------------------------- | ----------------------------------- | ------- | --------- | -------- |
| 1956 | Я вам скажу                            | 'Depois Eu Conto                    |         |           | Так      |
| 1957 | Абсолютно упевнений                    | Absolutamente Certo                 | Так     |           |          |
| 1961 | Послушки сеньйора настоятеля           | As Pupilas do Senhor Reitor         |         | Так       |          |
| 1962 | Виконавець обітниці                    | O Pagador de Promessas              | Так     | Так       |          |
| 1962 | Шлях спасіння                          | Vereda de Salvação                  | Так     | Так       | Так      |
| 1968 | Кати серед нас                         | Os carrascos Estão Entre Nós        |         |           | Так      |
| 1969 |                                        | Quelé do Pajeú                      | Так     | Так       |          |
| 1969 | Неможливе відбувається                 | O Impossível Acontece               | Так     | Так       |          |
| 1972 | Незалежність або смерть                | Independência ou Morte              |         | Так       |          |
| 1973 | Видалення                              | O Descarte                          | Так     | Так       | Так      |
| 1976 | Ніхто не тримає цих жінок              | Ninguém Segura Essas Mulheres       | Так     | Так       |          |
| 1976 | Сьогодні вже не люблять так, як колись | Já Não Se Faz Amor Como Antigamente | Так     | Так       |          |
| 1977 |                                        | O Crime do Zé Bigorna               | Так     | Так       |          |
| 1979 |                                        | Os Trombadinhas                     | Так     |           |          |
| 1979 | Мисливець за смарагдами                | O Caçador de Esmeraldas             |         | Так       |          |

## Визнання
| Нагороди та номінації Анселму Дуарте      | Нагороди та номінації Анселму Дуарте                        | Нагороди та номінації Анселму Дуарте                        | Нагороди та номінації Анселму Дуарте |
| Рік                                       | Категорія                                                   | Фільм                                                       | Результат                            |
| ----------------------------------------- | ----------------------------------------------------------- | ----------------------------------------------------------- | ------------------------------------ |
| Каннський міжнародний кінофестиваль       |                                                             |                                                             |                                      |
| 1962                                      | Золота пальмова гілка                                       | Виконавець обітниці                                         | Перемога                             |
| Картахенський кінофестиваль               |                                                             |                                                             |                                      |
| 1962                                      | Спеціальний приз журі                                       | Виконавець обітниці                                         | Перемога                             |
| Міжнародний кінофестиваль у Сан-Франциско |                                                             |                                                             |                                      |
| 1962                                      | Приз Золоті ворота за найкращий фільм                       | Виконавець обітниці                                         | Перемога                             |
| Берлінський міжнародний кінофестиваль     |                                                             |                                                             |                                      |
| 1965                                      | Золотий ведмідь                                             | Шлях спасіння                                               | Номінація                            |
| Міжнародний кінофестиваль в Сан-Паулу     |                                                             |                                                             |                                      |
| 2003                                      | Спеціальний приз за значний внесок у розвиток кіномистецтва | Спеціальний приз за значний внесок у розвиток кіномистецтва | Перемога                             |
| Гран-прі бразильського кіно               |                                                             |                                                             |                                      |
| 2010                                      | Почесна нагорода                                            | Почесна нагорода                                            | Перемога                             |